# Abies olcayana
Abies olcayana là một loài thực vật hạt trần trong họ Thông. Loài này được Ata & Merev miêu tả khoa học đầu tiên năm 1987.